# Ялиця-цариця (пам'ятка природи)
Ял́иця-Цар́иця — ботанічна пам'ятка природи місцевого значення в Україні. Розташована в межах Калуського району Івано-Франківської області, на захід від села Осмолода. 
Площа 0,2 га. Статус присвоєно згідно з рішенням обласної ради від 31.07.2020 року № 1510-36/2020. Перебуває у віданні ДП «Осмолодське лісове господарство» (Менчільське лісництво, кв. 3 вид. 39). 
Охороняється один екземпляр ялиці білої. Довжина окружності на висоті 1,5 м (2016) ― 450 см (повторний замір 2020 р. ― 433 см), висота ~ 25 м. Орієнтовний вік дерева ― 500 років.

## Історія створення пам'ятки природи

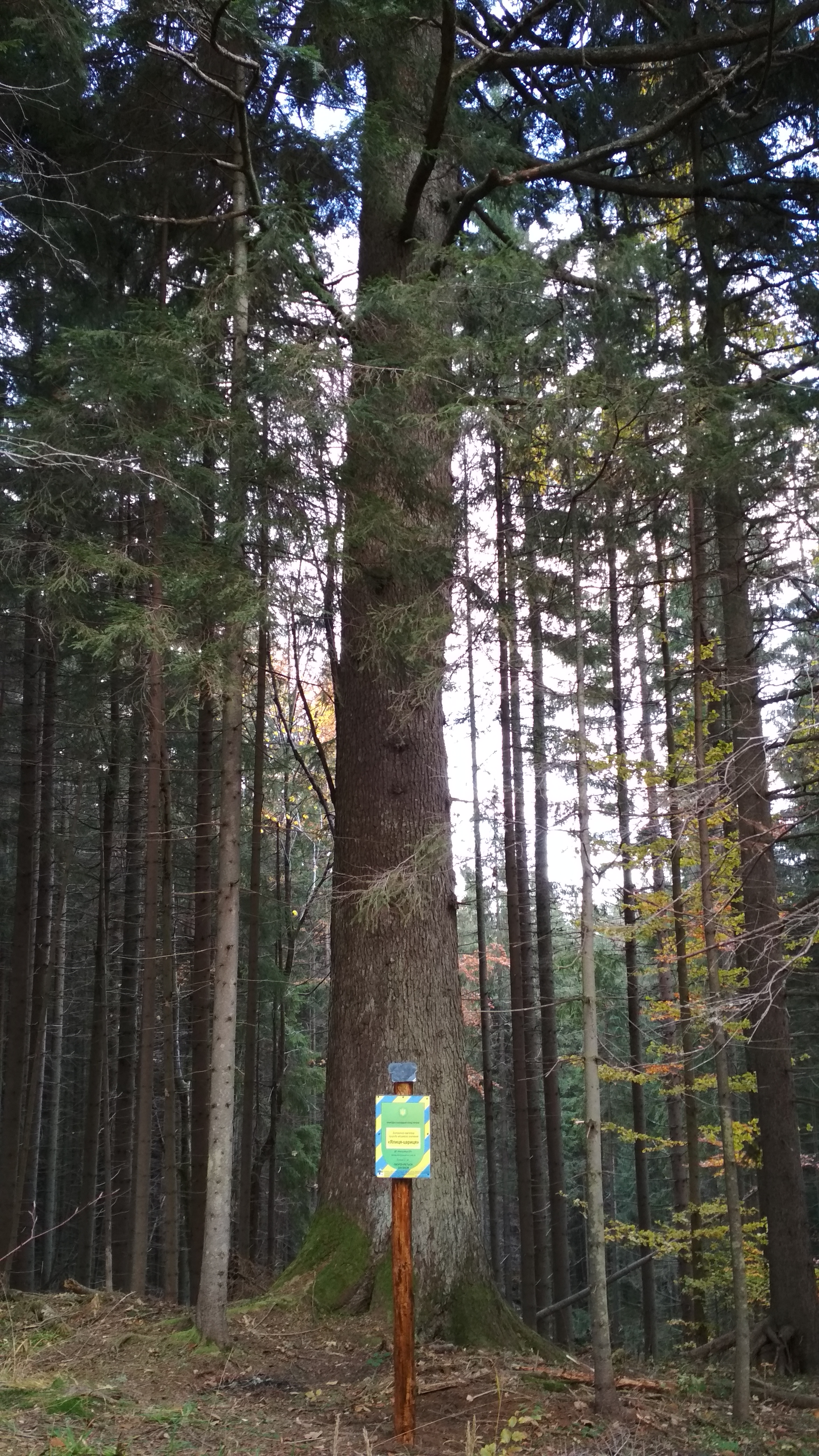
Охоронний аншлаг

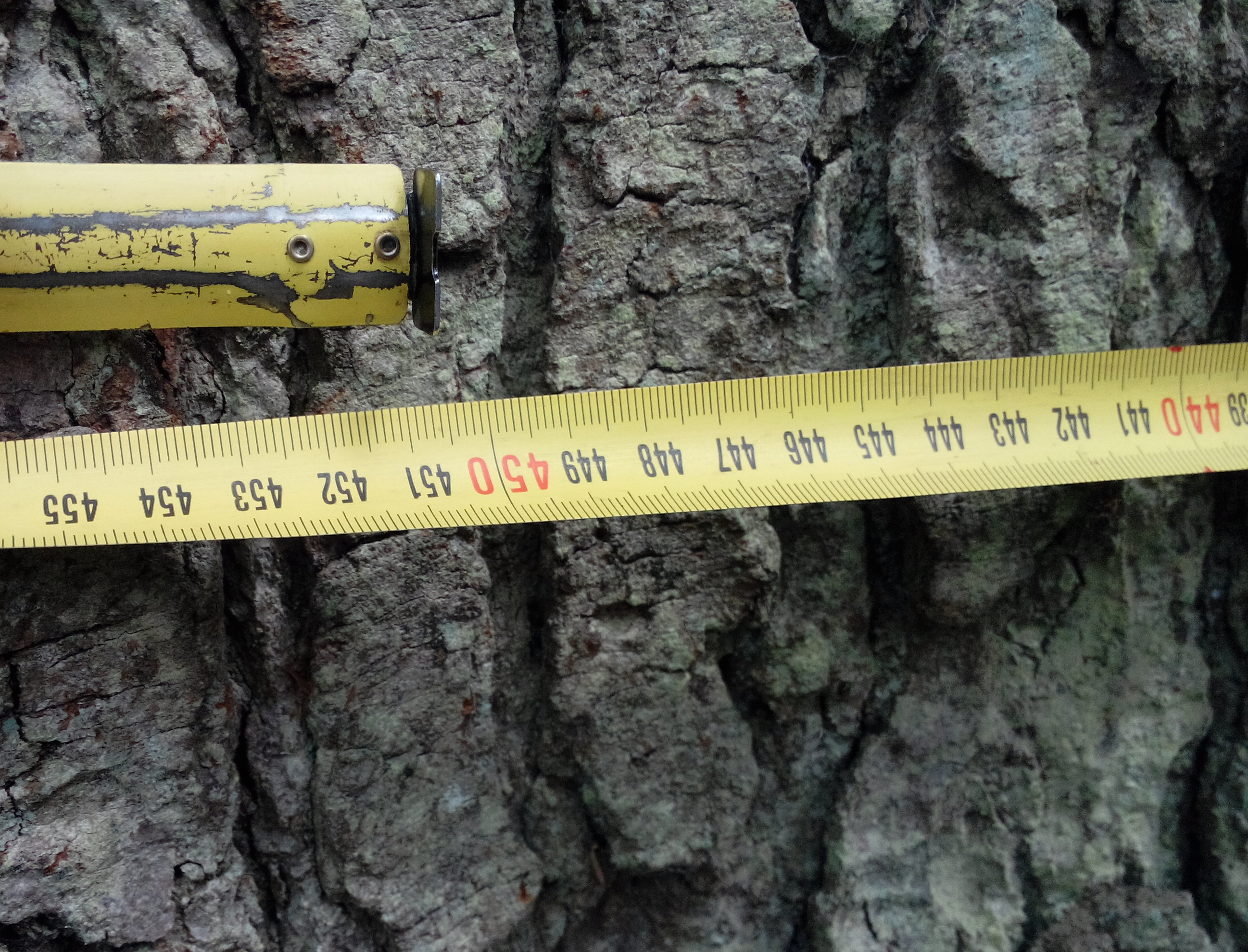
Заміри довжини окружності (2016 р.)

Процедура створення пам'ятки тривала понад 2 роки (з грудня 2017 р.). Початково були спроби спільно з Львівською насіннєвою станцією визнати дане дерево плюсовим, щоб надати йому хоча б мінімальний захист від лісорубів. Далі, у співпраці ГО «Карпатські стежки» (виявлення, обстеження, первинні польові дослідження та подання пропозиції ― Юрко Гудима), Київського еколого-культурного центру (наукове обґрунтування та подання ― Володимир Борейко) та WWF-Україна ГО «Дунайсько-карпатська програма» (ідентифікація пралісів, погодження Управлінням лісового господарства Івано-Франківської області та обласним департаментом ОДА та врешті голосування в облраді ― Роман Волосянчук). 
За словами Володимира Борейка, процедура затвердження пам'ятки так затягнулась через бюрократію чиновників. Відправивши клопотання до лісгоспу, очікуваної відповіді у вигляді погодження не надійшло. Після цього КЕКЦ написав скарги в ДАЛРУ, яке теж не зреагувало. Наступним етапом було написання скарги в Мінекоприроди, після чого нарешті Осмолодський лісгосп дав погодження. Наступною інстанцією, яку потрібно було подолати,― це департамент екології Івано-Франківської ОДА, куди волонтерам КЕКЦ знадобилося телефонувати більше півроку. 
Наприкінці жовтня 2020 року волонтерами ГО «Карпатські стежки» було встановлено охоронний аншлаг.

## Поклики
1. ↑  34 пралісові пам’ятки природи площею 4527,5 га створено за поданням WWF-Україна на Івано-Франківщині. WWF. 03 серпня 2020. Архів оригіналу за 24 січня 2021. Процитовано 10 серпня 2020.